# Englhausen
Englhausen ist ein Gemeindeteil von Taufkirchen im Landkreis Mühldorf am Inn in Süd-Ostbayern.

## Geographie
Der Weiler liegt circa ein Kilometer nördlich von Taufkirchen an der Staatsstraße 2091, die Taufkirchen mit Kraiburg am Inn verbindet.

## Geschichte

### Erste urkundliche Erwähnung
Englhausen wurde 925 als „Engilhereshusa“ erstmals urkundlich im Codex Odalberti (datiert auf 923 bis 935), aufbewahrt im Wiener Haus-, Hof-, und Staatsarchiv, erwähnt.
Der Hof gehörte schon sehr früh dem Grundherrn Erzstift Salzburg. Seit 1808 war Englhausen Teil des Steuerdistrikts Taufkirchen und ab 1818 gehörte der Weiler zur mit dem Zweiten Gemeindeedikt gegründeten kommunalen Körperschaft der Gemeinde Taufkirchen.

### Ziegelproduktion

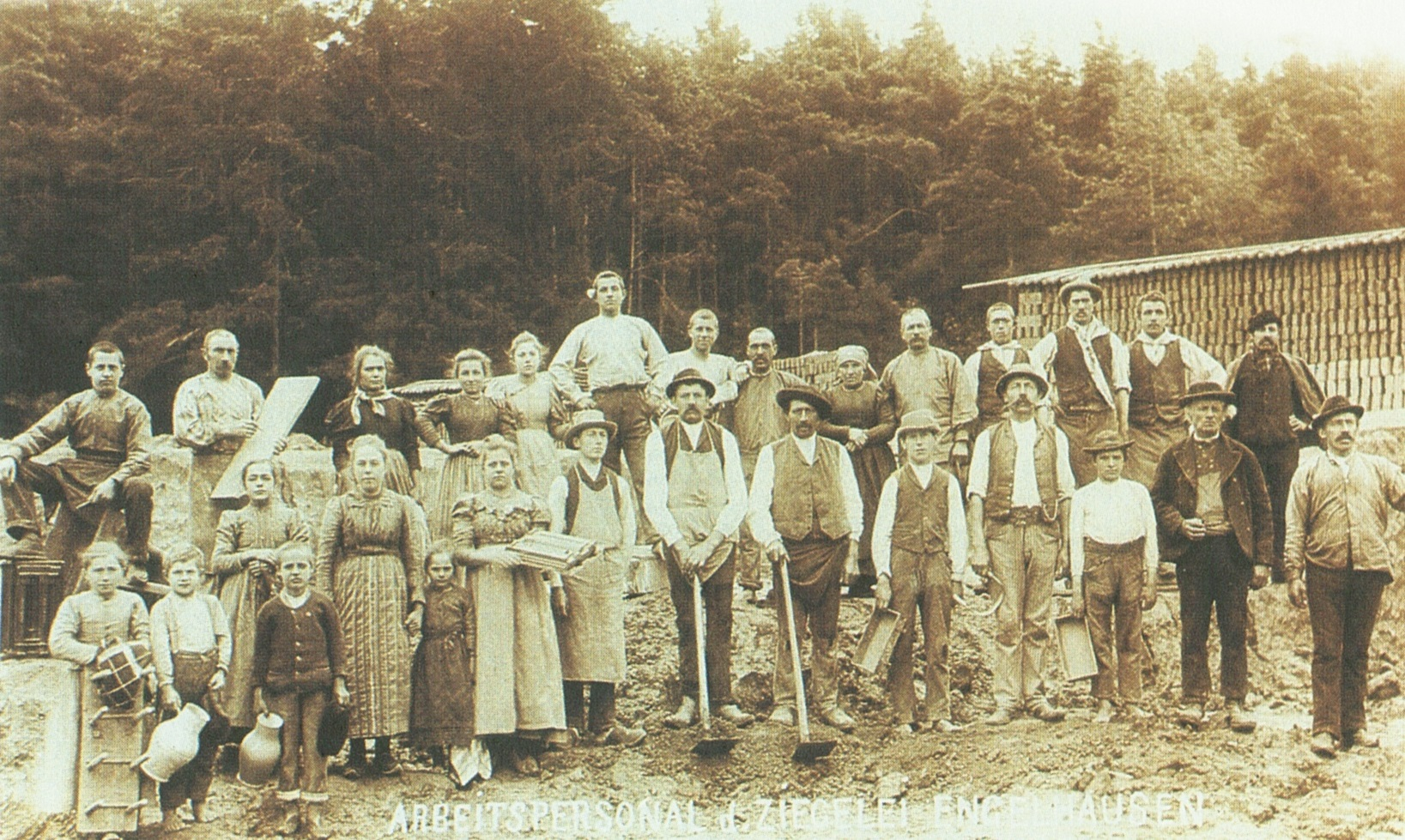
Arbeiter in der Ziegelei Englhausen um 1900

Geprägt wurde der Ortsteil Englhausen ab 1849 durch die Ziegelproduktion, die Englhausen im südostbayerischen Raum bekannt machte. Die Ziegelproduktion endete am 31. Dezember 2001.
Heute (2022) sind die Gebäude des ehemaligen Ziegelwerks vermietet und werden durch verschiedene Unternehmen – u. a. einen Verleih für Festzelte – genutzt.

### Filmkulisse
2005 wurden Teile des Kinofilms Atina & Herakles mit Juraj Kukura in der ehemaligen Ziegelei sowie im Bauernhof in Englhausen gedreht.